# کویته دو نویا
کویته دو نویا (به پرتغالی: Coité do Noia) یک منطقهٔ مسکونی در برزیل است که در آلاگواس واقع شده‌است. کویته دو نویا ۸۸٫۷۵۹ کیلومتر مربع مساحت و ۱۰٬۶۴۳ نفر جمعیت دارد.